# سواتی ییری (ناحیه وستی ناد اورلیتسی)
سواتی ییری (ناحیه وستی ناد اورلیتسی) (به چکی: Svatý Jiří) یک منطقهٔ مسکونی در جمهوری چک است که در ناحیه اوستی ناد اورلیتسی واقع شده‌است. سواتی ییری ۴٫۳۷ کیلومتر مربع مساحت و ۳۱۲ نفر جمعیت دارد و ۳۹۴ متر بالاتر از سطح دریا واقع شده‌است.